# Gherardo di Giovanni del Fora

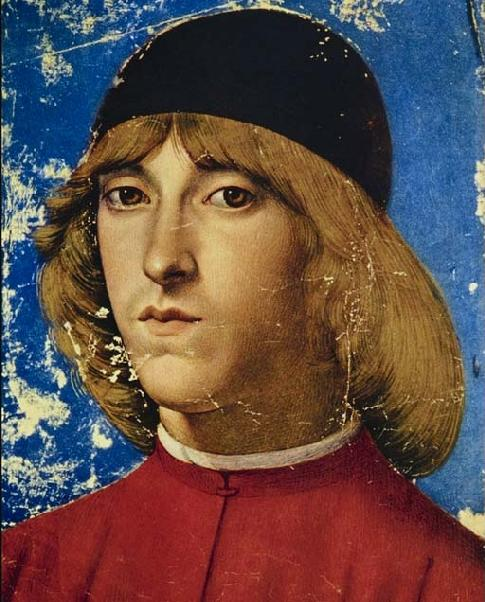
Retrato de Piero de Medici

Gherardo di Giovanni del Fora (aunque su verdadero nombre era Gherardo di Giovanni di Miniato, apodado del Fora; 1445-1497), fue un pintor renacentista italiano. Trabajó con su hermano Mónte (1448-1529). Además de por sus pinturas, es recordado por sus miniaturas, mosaicos, y joyas. Realizó numerosos encargos para miembros de la familia Médici en Florencia y también trabajó para el rey Matías Corvino en Hungría. Sus paisajes muestran la influencia de los primitivos pintores flamencos.

## Biografía
Gherardo nació en Florencia en 1445 o 1446. Era hijo del tallista ("scharpellatore") Giovanni di Miniato del Fora y de su esposa Domenica, hija de un zapatero. En los libros de historia arte es conocido por el apodo heredado de su padre, "Del Fora". Es también mencionado como el  "Maestro del Triunfo de la Castidad".
Las capacidades de Gherardo llamaron la atención del Lorenzo el Magnífico, quien confió su formación a Ghirlandaio. También tuvo contacto con Poliziano, que lo introdujo en el estudio del latín. Vasari también lo recuerda como un competente organista, tocando el órgano del Hospital de Santa Maria Nuova desde 1470 hasta 1494.
Se dedicó al arte de la miniatura, abriendo un taller cerca de la Plaza de San Pulinari de Florencia, en sociedad con sus hermanos Bartolomeo y Mónte. Mientras que Bartolomeo (nacido en 1444) estaba interesado en los aspectos económicos, Gherardo y Mónte se involucraron en los aspectos artísticos. La distinción entre los trabajos de los dos hermanos no es fácil, debido a la colaboración entre ambos. Importante fue la ejecución del denominado "Misal de San Egidio" (actualmente, misal 67 del Museo del Bargello de Florencia), datado en los años 1474-76 como un encargo para el Hospital de Santa Maria Nuova. Los tres hermanos dieron por terminada la sociedad en 1476, y el taller quedó a cargo de Gherardo en solitario.
También se dedicó a la pintura, tanto al fresco como sobre tabla. En 1474 pintó al fresco la fachada de la Iglesia de San Egidio de Florencia, que representa a Martín V que otorga privilegios a la iglesia; el fresco, separado, fue restaurado en gran medida en el siglo XVI por Francesco Brini. Esta atribución es respaldada por la hipótesis de Vasari de una proximidad estilística de Gherardo con Domenico Ghirlandaio. Otros muchos de sus trabajos se han perdido o están severamente dañados. Gherardo se identifica con el llamado "Maestro del Triunfo de la Castidad", autor de la tabla del mismo nombre conservada en la Galleria Sabauda de Turín. El panel representa la batalla del amor y de la castidad (The National Gallery) y constaba de otras tres tablas, conservadas durante un tiempo en la colección Adorno (Génova) y hoy dispersas.
Como ilustrador, son destacables sus imágenes para la reedición de la obra clásica de Marciano Capella (360-428) titulada De Nuptiis, un tratado sobre las siete artes liberales. El libro incluye una serie de dibujos en color, cuyo estilo se asemeja al de los retratos de Sandro Boticelli.  
De su actividad como mosaiquista solo se conserva la decoración de la capilla de San Zenobio en la Catedral de Santa María del Fiore, encargada el 18 de mayo de 1491 conjuntamente a Gherardo, a Domenico y Davide Ghirlandaio y a Botticelli. Sin embargo, el contrato fue interrumpido al año siguiente, y en diciembre de 1493 solo el taller de los hermanos Gherardo y Mónte recibió el encargo de decorar en mosaico un paño de la capilla, pero sin éxito. Posteriormente se intentó reanudar el trabajo en 1504, pero Gherardo ya había muerto. Se especula con la participación de Gherardo en la figura de San Zenobio, realizada en los años 1490.
Murió en Florencia.

## Galería de imágenes
|  |  |  |  |  |